# Labyrintuly
Labyrintuly (Labyrinthulomycetes) čili „vodní hlenky“ je malá skupina poměrně málo známých mořských organizmů, které jsou v současnosti řazeny do říše Chromalveolata a kmene Stramenopila. Dlouho však nebylo jasné, kam patří – byly řazeny mezi houby, prvoky, protisty, hlenky, oomycety, rostliny i řasy. Dnes je známo osm rodů ve dvou řádech nebo čeledích.

## Popis
Běžné vegetativní buňky labyrintul jsou buď pohyblivé (u řádu Labyrinthulales), nebo nepohyblivé či po povrchu klouzající (u řádu Thraustochytriales). Buněčná stěna neobsahuje zřejmě chitin ani celulózu. Jsou schopné díky tzv. botrozomu vytvářet složité sítě („labyrinty“) cytoplazmatických výběžků. Nepohlavní rozmnožování probíhá pomocí pohyblivých nebo nepohyblivých spor, které vznikají ve sporangiích. Bylo pozorováno i pohlavní rozmnožování.